# مایسو
مایسو (به آلمانی: Maissau) یک شهر، شهرک با حقوق شهرک و روستای سابق و محله در اتریش است که در ناحیه هولابرون واقع شده‌است. مایسو ۱٬۸۵۵ نفر جمعیت دارد.